# Felice Cavagnis
Felice Cavagnis (né le 13 janvier 1841 à Bordogna et mort le 29 décembre 1906 à Rome) est un cardinal italien du début du XXe siècle.

## Biographie
Parmi les nombreux membres de la famille Cavagnis résidant à Bergame émerge parmi tous la figure du cardinal Felice. Né  à Bordogna, le 13 Janvier 1841, fils du chirurgien Giovanni de Cornalba, il a étudié à l'école privée créée par le prof. Giovanni Gervasoni di Baresi à Zogno, puis au séminaire de Bergame et au séminaire romain; il a été ordonné prêtre en 1863; il enseigna la philosophie au collège de Celana, puis à Rome au séminaire de Saint-Apollinaire. En 1896, il exerce des fonctions au sein de la Curie romaine comme pro-secrétaire de la congrégation sacrée des affaires ecclésiastiques extraordinaires. Ce théologien profond et juriste passionné fut grandement estimé par les pontifes Léon XIII, qui le crée cardinal lors du consistoire du 15 avril 1901 et par Pie IX. Il faisait partie des cardinaux enclins à la conciliation avec l'État italien et parmi ceux qui voulaient participer à l'activité politique des catholiques. Il participe au  conclave de 1903, lors duquel Pie X est élu pape.

## Source
- Fiche du cardinal sur le site de la FIU